# Юбилейная медаль «40 лет Вооружённых Сил СССР»
Юбиле́йная меда́ль «40 лет Вооружённых Сил СССР» учреждена Указом Президиума Верховного Совета СССР от 18 декабря 1957 года в ознаменование 40-й годовщины Вооружённых сил СССР.
По состоянию на 1 января 1995 года юбилейной медалью «40 лет Вооружённых Сил СССР» награждено приблизительно 820 080 человек.

## Положение о медали
Юбилейной медалью «40 лет Вооружённых Сил СССР» награждаются маршалы, генералы, адмиралы, офицеры, а также старшины, сержанты, солдаты и матросы сверхсрочной службы, состоящие к 23 февраля 1958 года в кадрах Советской армии, Военно-морского флота, войск МВД, войск и органов КГБ при Совете министров СССР.
Награждение юбилейной медалью и её вручение производится от имени Президиума Верховного Совета СССР командирами войсковых частей, соединений и начальниками учреждений, заведений.
Список лиц, награждённых юбилейной медалью, объявляется приказом по части, учреждению, заведению. Отметка о награждении медалью вносится в послужные документы награждённого.
Юбилейная медаль «40 лет Вооружённых Сил СССР» носится на левой стороне груди и при наличии других орденов и медалей СССР располагается после юбилейной медали «30 лет Советской Армии и Флота».

## Описание медали
Юбилейная медаль «40 лет Вооружённых Сил СССР» изготовляется из латуни и имеет форму правильного круга диаметром 32 мм.
На лицевой стороне медали, в центре — барельефное изображение В. И. Ленина в профиль, повёрнутое в левую сторону.
В нижней части медали — рельефная надпись «40» на двух скрещённых лавро-дубовых ветвях.
На оборотной стороне медали надпись — по окружности: «В ОЗНАМЕНОВАНИЕ СОРОКОВОЙ ГОДОВЩИНЫ», в центре: «ВООРУЖЕННЫХ СИЛ СССР» и дата «1918-1958», внизу — изображение маленькой пятиконечной звёздочки.
Края медали окаймлены бортиком. 
Все изображения и надписи на медали выпуклые.
Медаль при помощи ушка и кольца соединяется с пятиугольной колодочкой, покрытой шёлковой серой муаровой лентой шириной 24 мм. Посередине ленты две красные полоски шириной по 2 мм, по краям ленты также красные полоски шириной по 2 мм.
Автор рисунка медали — художник В. И. Гоголин.